# Иван Марек
Иван Вацлав Марек (на чешки: Ivan Marek) е български учител и паркостроител, инициатор на парковото благоустройство в Следосвобожденска България, от чешки произход.

## Биография
Роден е в село Албрехтица, Австрийска империя, през 1856 г. Завършва Историко-филологическия факултет на Пражкия университет (1879 г.), а след това училището в Табор (1880). Идва в България през 1880 г. заедно с Иван Брожка, поканен от Министерството на народното просвещение като учител. Работи в Лом, Видин и София, но най-дълго живее и работи във Видин. Оставайки в страната, той приема българско гражданство.
Първоначално е учител по история, логика, психология и латински език в Ломската гимназия (1880 – 1885). Преподавател е в Софийската класическа гимназия (1883), директор е на гимназията през 1889 – 1890 и 1909 – 1910 г. Учителства и във Видинската мъжка гимназия (1885 – 1914), където е и директор през 1890 – 1891 и 1908 – 1909 г. Там се пенсионира.
Иван Марек е инициатор на парковото благоустройство в България, създател на Видинския ловен парк. Успява да го постигне върху блата, пясъци и пустеещи земи с трънаци в периода от 1898 до 1920 г., а работи по него общо 35 години. Изявява се и като орнитолог.
Основател е на Видинското ловно дружество (1888), както и на видинското Гимнастическо дружество „Бдински юнак“.
Умира във Видин през 1933 г. Погребан е при главния вход на Видинския ловен парк, признателните видинчани му издигат паметник.